# Jacques Insermini
Jacques Insermini, dit Jacky, est un pilote français de moto et cascadeur né le 24 octobre 1927 à Paris où il meurt le 6 juin 2024,. Dans les années 1970, il se reconvertit en tant qu'acteur, essentiellement dans le cinéma érotique et porno.

## Biographie
Jacques Insermini conjugue simultanément une carrière de pilote moto et d'haltérophile.
De 1951 à 1962, il participe régulièrement aux championnats de France de moto, qu'il remporte plusieurs fois,.
À la fin des années 1960, Jacques Insermini commence sa carrière d'acteur par des petits rôles au théâtre, ainsi que des films de série B en Allemagne. Dans les années 1970, il devient un acteur porno régulier, notamment connu sous les pseudos Bruno Kohls, Jacques Inzermini, Jacques Laviec. Il est actif jusqu'en 1985.
Dans ses rôles, Jacques Insermini s'est présenté comme un copain gentil et ses performances ont toujours été exactement dosées pour les actrices. Une fois dans le film Délires porno (1977), Jacques Insermini dans le rôle d'un cowboy a donné une gifle simulée à une actrice, Dawn Cummings, interprétant une scénariste de films pornographiques.

## Palmarès moto
- 1960 : Champion de France (350 cm3, 500 cm3[11])
- 1961 : Champion de France (500 cm3[12])
- 1962 : Champion de France (350 cm3, 500 cm3[13])

## Filmographie (hors films X)

### Cinéma
- 1969 : Mister Freedom de William Klein
- 1972 : L'insatisfaite de Jean-Marie Pallardy : Jacques (+ cascades)
- 1972 : Les Félines de Daniel Daërt : Olivier
- 1973 : Le Gang des otages d'Édouard Molinaro : (non crédité)
- 1973 : Pénélope, folle de son corps : Marc
- 1973 : Don Juan 73 de Roger Vadim : (non crédité)
- 1973 : Le Dingue de Daniel Daërt : Jojo
- 1973 : Le Journal érotique d'un bûcheron de Jean-Marie Pallardy : un bûcheron
- 1973 : Dossier érotique d'un notaire de Jean-Marie Pallardy
- 1973 : Les Confidences érotiques d'un lit trop accueillant de Michel Lemoine : Maurice
- 1974 : Les Chinois à Paris de Jean Yanne : un bagarreur sur l'autoroute (non crédité)
- 1974 : L'arrière-train sifflera trois fois de Jean-Marie Pallardy : (non crédité)
- 1975 : L'Amour aux trousses de Jean-Marie Pallardy : Blanquet
- 1975 : Le Chat et la Souris de Claude Lelouch : (cascades)
- 1975 : Femmes impudiques de Claude Pierson : un transporteur
- 1975 : Le Ricain (Yumurcak Belali Tatil) de Jean-Marie Pallardy : Bandini
- 1976 : Les Week-ends d'un couple pervers de Jean Desvilles : Mitch
- 1976 : La Donneuse (ou Contre nature) de Jean-Marie Pallardy : le docteur
- 1976 : Perversions de Raphaël Delpard : le consommateur
- 1976 : Hippopotamours de Christian Fuin : l'homme du couple à l'auberge (non crédité)
- 1976 : Luxure de Max Pécas
- 1977 : Marche pas sur mes lacets de Max Pécas
- 1978 : Règlements de femmes à O.Q. Corral de Jean-Marie Pallardy : Burk
- 1981 : Trois filles dans le vent de Jean-Marie Pallardy : Jacques, le producteur
- 1982 : Bruce contre-attaque de Bruce Le, Joseph Velasco et André Koob : le 2e garde du corps
- 1985 : Le Feu sous la peau de Gérard Kikoïne : Paul

### Télévision
- 1966 : À la belle étoile de Pierre Prévert (téléfilm) : un jongleur
- 1967 : Ne fais pas ça Isabella de Gilbert Pineau (téléfilm)  : Bernard
- 1968 : Les Compagnons de Baal de Pierre Prévert (mini-série, épisode  4) : un sbire au restaurant
- 1973 : Jean Pinot, médecin aujourd'hui de Michel Fermaud (série TV, épisodes 3 et 6) : Chauveau

## Filmographie (films X)
- 1975 : Indécences de Jacques Orth et Alain Nauroy : Étienne Granier
- 1975 : Candice Candy de Pierre Unia
- 1976 : Porn's Girls de Guy Maria : Paulo
- 1976 : Introductions de Jean Desvilles : Mitch
- 1976 : Langue de velours de Jean-Claude Roy : le camionneur
- 1976 : Mes nuits avec... Alice, Pénélope, Arnold, Maud et Richard de Didier Philippe-Gérard : un éboueur
- 1976 : Luxure de Max Pécas
- 1976 : Pornographie suédoise de Jean Desvilles : Monsieur Dupont
- 1976 : Shocking! de Claude Mulot : Alex de Courval
- 1976 : Le bouche-trou de Jean-Claude Roy : Paul
- 1976 : Dora, la frénésie du plaisir de Willy Rozier : (non crédité)
- 1976 : Parties raides de Jean Desvilles : le masseur
- 1977 : Délires porno de Didier Philippe-Gérard : Henri
- 1977 : Les Hôtesses du sexe de Didier Philippe-Gérard : l'américain
- 1978 : Prends-moi de force de Jean-Marie Pallardy : Jacques
- 1979 : Soirées privées de Jean-Marie Pallardy : Jacques